# Saint-Joseph (Réunion)
Saint-Joseph ist eine französische Gemeinde im äußersten Süden des Übersee-Départements Réunion. Sie gehört zum Arrondissement Saint-Pierre. Saint-Joseph ist nicht nur die südlichste Gemeinde des Départements, sondern zugleich die südlichste Gemeinde Frankreichs und der Europäischen Union.

## Allgemeines
Saint-Joseph trägt die Postleitzahl 97480 und hat 38.992 Einwohner (Stand 1. Januar 2022).
Saint-Joseph wurde 1875 als zwölfte von heute 24 Gemeinden auf Réunion gegründet. Der aktuelle Bürgermeister ist Patrick Lebreton (Parti socialiste).

## Geographie
Saint-Joseph liegt an der felsigen Südküste der Insel Réunion auf 21° 23′ südlicher Breite und 55° 37′ östlicher Länge, etwa 20 Kilometer östlich der nächstgrößeren Stadt Saint-Pierre zwischen den kleineren Gemeinden Petite-Île und Saint-Philippe.
Die vier wichtigsten Ortschaften sind, von Westen nach Osten:
- Manapany-les-Bains
- Saint-Joseph
- Langevin
- Vincendo

### Manapany-les-Bains
Die immer noch stark steigende Beliebtheit von Manapany-les-Bains ergibt sich daraus, dass sich hier die einzige Bucht im Gemeindegebiet befindet, die sich zum Baden im Ozean eignet, während die übrige Küstenlinie überwiegend aus Steilküsten besteht. Zum Schutz der Badegäste vor dem starken Seegang wurden Wellenbrecher aufgeschüttet und ein vom offenen Meer getrenntes Wasserbecken eingerichtet. Manapany ist für Nordréunionesen (Dyonisins) ein beliebtes Ziel für Wochenendaufenthalte und Urlaub abseits der Hektik des Nordens geworden. Immer mehr Touristen aus dem Mutterland und Europa bevorzugen die traditionelle Gastfreundschaft der sudistes und die ideale Ausgangslage für Ausflüge zu den Lavaströmen, zum Vulkan und zu den schönsten Wanderwegen des Südens von La Réunion.

### Saint-Joseph
Die wichtigste Ortschaft der Gemeinde, die Namensgeber und Verwaltungszentrum ist, liegt auf etwa 30 m Seehöhe an der Mündung der Rivière des Remparts (deutsch etwa: „Bollwerkfluss“) in den Indischen Ozean. Der Fluss bildet bis hierher einen bis zu 1.000 m tief in das Vulkangestein eingeschnittenen Canyon.

### Langevin
In Langevin (50 m Seehöhe), einem an der Mündung des gleichnamigen Flusses (Rivière Langevin) gelegenen Ortsteil, befindet sich auf ca. 21° 15′ südlicher Breite die Pointe de Langevin, der südlichste Punkt der Europäischen Union.

### Vincendo
Vincendo (132 m Seehöhe) ist nach Saint-Joseph die zweitgrößte Ortschaft in der Gemeinde. In Vincendo befindet sich neben einer Grundschule (école primaire) auch ein Collège, außerdem eine Dependance der Stadtverwaltung (mairie annexe). Kurz bevor sie bei der kleinen Bucht La Rentrée in den Ozean mündet, fällt die Ravine Vincendo über mehrere Wasserfälle auf Meeresniveau hinab.

### Weitere Ortschaften
Weitere Ortschaften sind unter anderem:
- Bras-Panon (135 m Seehöhe): östlich von Vincendo, an der Nationalstraße nach Saint-Philippe
- Matouta (303 m): kleine Ortschaft im äußersten Osten der Gemeinde, an der Ravine Basse Vallée, nahe dem Ausgang der Vallée Heureuse (deutsch: „glückliches Tal“); kleine Grundschule
- Jacques Payet (652 m): Streusiedlung
- Parc Mouton (283 m)

## Wirtschaft
In diesem besonders wirtschaftsschwachen Teil Réunions dominiert der Dienstleistungssektor, vor allem die öffentliche Wirtschaft (Behörden, Schulen etc.). Daneben wird in der auf dem fruchtbaren Südabhang des bis heute aktiven Vulkans Piton de la Fournaise gelegenen Gemeinde bis in eine Höhe von über 1.000 m Landwirtschaft betrieben. Dabei dominiert Zuckerrohr, daneben werden aber auch noch zahlreiche Südfrüchte wie Kokosnüsse und Guaven angebaut.
Touristisch spielen insbesondere die beliebten Wanderwege am Vulkan und in den Schluchten der beiden großen Flüsse Rivière des Remparts und Rivière Langevin eine wichtige Rolle. Am beliebtesten sind dabei mehrtägige Wanderungen etwa nach Roche-Plate.
Hauptsächliches Ziel für Urlauber aus Frankreich und inzwischen auch aus ganz Europa und Übersee ist Manapany-les-Bains, zwischen Petite-Ile und Saint-Joseph gelegen. Das geschützte Natur-Salzwasser-Bassin hat seit Generationen den Ruf einer heilsamen Wirkung gegen rheumatische Beschwerden. Eine unterirdische Süßwasserquelle soll diesen Effekt beeinflussen.
Manapany-les-Bains ist außerdem jährlich Treffpunkt der internationalen Surfer-Elite. Der Spot gilt als äußerst schwierig und ist nur erfahrenen Surfern zu empfehlen. Der Weiler ist touristisch weitgehend unerschlossen, eine Handvoll touristischer Anbieter offerieren ihre Unterkünfte in kleinen Strukturen verschiedener Klassen; Hotels gibt es keine.

## Persönlichkeiten
- Maurice Bourgine (1879–1963), Kolonialbeamter
- Jean-Louis Prianon (* 1960), Langstreckenläufer
- Patrick Cazal (* 1971), Handballtrainer und ehemaliger Handballspieler
- Ludovic Ajorque (* 1994), Fußballspieler
- Esther Condé-Turpin (* 1997), Siebenkämpferin